# Sonata Arctica
Sonata Arctica — фінський англомовний павер-метал гурт, створений у 1996 році.

## Історія
Гурт заснували Тоні Какко, Яні Лііматайнен, Марко Паасікоскі, Томмі Портімо та Пентті Пеура в Кемі в 1996 році. Гурт мав назву Tricky Beans і спершу вони грали важкий рок, а не павер-метал, завдяки якому отримали свою славу пізніше. На початку своєї діяльності вони записали 3 демо — Friend 'till the End, Agre Pamppers і PeaceMaker, що так ніколи й не були відправлені жодному записувальному лейблу.
У 1997 році гурт змінив назву на Tricky Means, і відтоді та до 1999 їхній стиль був сильно відпрацьований та змінений, в ньому з'явилися сильні клавішні партії, що опирались на виразну ритмічну лінію басу та гітари. Вокаліст Тоні Какко розвинув чистий стиль співу фальцетом і тенором, а другий гітарист Марко Паасікоскі покинув гурт. Тоні зазначав, що на зміну стилю вплинула фінська павер-метал гурт Stratovarius.
У 1999 році, гурт записав демо FullMoon у Tico Tico Studios, що в Кемі — це був їхній перший справжній запис. Тоні Какко був вокалістом та клавішником, Яні Лііматайнен — гітаристом, Янне Ківілахті — басистом, а барабанщиком був Томмі Портімо. Друг гурту відправив демо до звукозаписувальної компанії Spinefarm Records, невдовзі з якою гурт уклав угоду. Водночас гурт змінив ім'я на Sonata Arctica.
Пізніше, того ж року перший сингл гурту «UnOpened» вийшов у Фінляндії. Першого ж тижня він увійшов до двадцятки чарту найпродаваніших альбомів, і досить швидко гурт уклав угоди зі звукозаписуючими лейблами в усьому світі щодо випуску свого дебютного альбому. Альбом Ecliptica вийшов наприкінці 1999-го та продавався в усьому світі.
Тоні Какко вирішив сфокусуватися на вокалі та почав пошук нового клавішника для Sonata Arctica; врешті, на це місце був запрошений Мікко Харкін (колишній учасник Kenziner).
На початку 2000-го, Sonata Arctica супроводжувала відому павер-метал гурту Stratovarius під час їхнього європейського турне. Після турне Марко Паасікоскі повернувся до гурту, щоб грати на бас-гітарі, а Янне Ківілахті покинув гурт.
З кінця 2000-го по кінець 2001-го, гурт працював над створенням та записом їхнього наступного альбому — Silence, що вийшов у червні 2001 року. Після цього було велике турне, що включало концерти по всій Європі (разом з Gamma Ray) та Японії. 2002 року Sonata Arctica вперше виступили в Америці, провівши шоу в Бразилії та Чилі. Як розповідав один з музикантів гурту[який?], це було одне з їхніх найкращих турне (інше було в Японії 2003-го). Того ж року вийшов «живий альбом» Songs of Silence, що складався з живих виступів гурту в Японії.
Наприкінці 2002 року, Мікко Харкін покинув гурт з особистих причин. Їхній третій альбом — Winterheart's Guild — допомагав записувати тимчасовий учасник Єнс Йоханссон (Stratovarius), він виконував клавішні соло. Альбом випустили у 2003.
Під час пошуків іншого клавішника, гурт отримав багато пропозицій, дві з них заслужили прослуховування. Оскільки гурт добре знав про можливості кандидатів, вони вирішили вибрати нового учасника залежно від його характеру. З кожним з них вони провели ніч випиваючи, щоб визначити, хто найкраще впишеться в індивідуальність і ментальність гурту. Генрік Клінгенберг став новим учасником. На більшість концертів у турне «Winterheart's Guild» були розпродані усі квитки.
Після закінчення контракту зі Spinefarm Records, гурт отримав запрошення від більшості європейських записувальних лейблів, але вибір був зроблений на користь Nuclear Blast.
На початку 2004 гурт відкривав концерти для Iron Maiden на японському турне. В березні Томмі Портімо став батьком дівчинки.
Reconing Night був записаний за три місяці та вийшов в жовтні. Сингл та EP залишалися на вершині фінських чартів протягом 6 тижнів. Після цього мав би відбутися промотур, але популярні Nightwish запросили Sonata Arctica приєднатися до їхнього європейського турне, і це змінило плани гурту. Наступні концерти були зіграні для більш ніж 10-тисячної публіки.
На початку 2005 Nightwish запросили гурт відкривати концерти для їхнього північно-американського турне. Цей тур скасували, але члени гурту Sonata Arctica все ж таки влаштували невеличке турне, зігравши концерти в Канаді та США.
Після цього, гурт випустив live CD та DVD For the Sake of Revenge, що був записаний у Токіо в лютому 2005 та вийшов в 2006. Spinefarm Records випустила збірку, щоб отримати все з їхнього контракту з гуртом, оскільки Sonata Arctica змінили записувальний лейбл. Збірка називалася The End of This Chapter і була видана в Японії у серпні 2005 року та в Європі у травні 2006.
Створюється відеогра, заснована на персонажах Sonata Arctica та їхній музиці. Назва гри буде Winterheart's Guild, така як і в їхнього альбому. Гра буде створена Zelian Games, та за жанром буде Action-RPG в стилі Fallout та Diablo. Більше про неї немає деталей, дата випуску не відома, але на виставці Leipzig video game conference у 2006 було показане демо, де ігровим персонажем був Генрік Клінгенберг.
У грудні 2006, гурт почав запис їхнього 5 студійного альбому, Unia. Альбом вийшов 25 травня 2007 року. Перший сингл альбому «Paid In Full», вийшов 27 квітня 2007 року.
2 травня 2007 року, гітарист Яні Лііматайнен написав на сайті гурту, що він не буде грати під час весняного турне гурту у Фінляндії, через те, що він виконує свій «громадянський обов'язок» перед країною. Його замінив Еліас Вільянен.
6 серпня 2007 року, гурт офіційно підтвердив на своїй вебсторінці, що Яні попросив покинути гурт, через те що він не зміг виконати свій громадянський обов'язок перед Фінляндією. З 6 серпня, Еліас Вільянен є офіційним членом гурту Sonata Arctica.

## Учасники гурту
Поточний склад
- Тоні Какко — вокал (з 1995)
- Генрик Клінгенберг — клавішні (з 2002)
- Еліас Вільянен — гітара (з 2007)
- Касі Кауппінен — бас-гітара (з 2013)
- Томмі Портімо — барабани (з 1995)

Колишні учасники
- Яні Лііматайнен — гітара
- Мікко Хяркін — клавішні
- Янне Ківілахті — бас-гітара
- Марко Паасікоскі  — бас-гітара
- Пентті Пеура — бас-гітара

Запрошені учасники
- Тімо Котіпелто (Stratovarius) для альбому Silence
- Ієнс Юханссон для альбому Winterheart's Guild
- Ярко Мартікайнен для альбому Unia
- Рене Гонсалес — жіноча частина у The End of This Chapter
- Єнс Юханссон — клавішні соло у чотирьох піснях альбому Winterheart's Guild
- Перет Енгберг — різні струнні інструменти у кількох піснях альбому Unia
- Райса Айне — флейта у «Letter to Dana»
- Нік Ван-Екманн — розповідні частини у Silence та Reckoning Night

## Дискографія

### Студійні альбоми
- Ecliptica (1999)
- Silence (2001)
- Winterheart's Guild (2003)
- Reckoning Night (2004)
- Unia (2007)
- The Days of Grays (2009)
- Stones Grow Her Name (2012)
- Pariah's Child (2014)
- The Ninth Hour (2016)
- Talviyö (2019)
- Clear Cold Beyond (2024)

### EP
- Successor 2000
- Orientation[3] 2001
- Takatalvi[3] 2003
- Don't Say a Word 2004
- Takatalvi Re-release 2010

### Концертні альбоми
- Songs of Silence — Live in Tokyo 2002
- For the Sake of Revenge 2006
- Live in Finland 2011

### Сингли
- UnOpened[4] 1999
- Wolf & Raven[4] 2001
- Last Drop Falls[4] 2001
- Victoria's Secret[4] 2003
- Broken[4] 2003
- Don't Say a Word 2004
- Shamandalie 2004
- Replica 2006 2006
- Paid in Full 2007
- Flag In The Ground 2009
- The Last Amazing Grays 2009
- I Have A Right 2012
- Shitload Of Money 2012
- Alone In Heaven 2013
- The Wolves Die Young 2014
- Cloud Factory 2014
- Love 2014
- Christmas Spirits 2015

### DVD
- For the Sake of Revenge 2006
- Live In Finland 2011

### Музичні відео
- «Wolf & Raven» (2001)
- «Broken (live)» (2003)
- «Don't Say a Word» (2004)
- «Paid in Full» (2007)
- «Flag In The Ground» (2009)
- «I Have A Right» (2012)
- «Alone In Heaven» (2013)
- «Love» (2014)

### Демо-записи
- Agre Pamppers[5] 1996
- Friend Till the End[5] 1996
- PeaceMaker[5] 1997
- FullMoon[6] 1999